# Vuko Brigljević
Vuko Brigljević (Dubrovnik, 15. travnja 1968.), hrvatsko-švicarski fizičar. Znanstveni savjetnik na Institutu Ruđer Bošković u Zagrebu, u Zavod za eksperimentalnu fiziku, Laboratoriju za fiziku visokih energija.

## Životopis
Rođen u Dubrovniku, odakle mu je obitelj. U djetinjstvu, s dvije godine života,  s obitelji preselio u Švicarsku gdje je završio sve škole. Maturirao je na francuskom jeziku.
Na glasovitom Sveučilištu za prirodno-tehničke znanosti ETH u Zürichu stekao diplomu na njemačkom jeziku i doktorat 1999. iz fizike. Na postdoktorskom studiju u Livermoreu u SAD. Usavršavao se u Sorrentu u Italiji, Stanfordu, SAD, Također radio u CERN-u. Profesor na zagrebačkom PMF-u.
Znanstvenu karijeru napravio u Švicarskoj. Član Opusa Dei još prije povratka u Hrvatsku. U Hrvatsku se odlučio vratiti radi suradnje u početku rada Opusa Dei u Hrvatskoj. Kao član odlučio se na celibat. Živi u Zagrebu.

## Vanjske poveznice
- Baza INSPIRE Bibliografija
- Institut Ruđer Bošković Životopis
- CERN[neaktivna poveznica] Osobna mrežna stranica